# Гірнича промисловість Японії
Гірнича промисловість Японії

## Загальна характеристика
Основні галузі гірничодобувної промисловості в 90-х рр. XX ст.: вугільна (близько 40% вартості мінеральної сировини, що добувається), газова (13%), а також видобуток руд кольорових металів (близько 12%). У країні діяло 59 рудників і близько 680 інших гірничодобувних підприємств; переважаючий спосіб видобутку — підземний. У 1981-85 видобуток руд чорних і кольорових металів скорочувався (крім золота і срібла), імпорт руд і концентратів залишався стабільним, імпорт металів помітно зростав. Істотно збільшився видобуток неметалічних корисних копалин і зріс імпорт неметалічної сировини: глинозему, флюориту, фосфатів та ін. В цей період Японія Займає одне з провідних місць у світі з видобутку тальку, входить в число великих продуцентів йоду, сировини для виробництва азотних добрив, буд. матеріалів, сірки, кам. солі, а також ряду рідкісноземельних металів. У країні добувають в невеликих кількостях зал. і марганцеві руди, хроміти, вольфрам, молібден. Японія — великий імпортер нафти і природного газу. Ввозяться також кам'яне вугілля, залізна руда, сировина для кольорової металургії. На експорт йде ряд видів неметалічних корисних копалин. Водночас Японія виробляє синтетичні сировинні матеріали: алмази, магнезію, кальциновану соду, діоксид марганцю тощо.
У 2002 р виробництво деяких металів металургійними підприємствами і зміна від попереднього року складає: золото (електролітичне) 155,826 т (+6.7%), срібло (електролітичне) 2,293 тис. т (-3.8%), мідь (електролітична) 1,425,691 тис. т (-0.8%), свинець 238,192 тис. т (-0.5%), цинк 644,358 тис. т (-1.5%).

## Окремі галузі
Нафтогазова промисловість. У 1986 розроблялися 15 нафтових і 13 газових родовищ; діяло 256 експлуатаційних свердловин. Сировина транспортується за системою трубопроводів. Японія імпортує великі обсяги вуглеводнів, зокрема зрідженого газу (38 млрд м³ у 1987).
Вугільна промисловість. Максимальний видобуток вугілля (57 млн т) зафіксовано у 1940. У 1952 р. в Японії було близько 950 вугледобувних підприємств. Високий рівень видобутку був досягнутий в 1961 (56 млн т). Потім під впливом загострення конкуренції з боку виробництва рідкого палива видобуток вугілля скорочувався. У Японії добували майже виключно кам'яне вугілля — понад 99%. Розробку вели підземним (понад 90%) і відкритим способами. Число шахт і кар'єрів за останню чверть XX ст. різко скоротилося — від сотень до десятків. В 90-і роки XX ст. найбільші шахти “Міїке" потужністю понад 5 млн т, “Кусіро" — 2,5 млн т, 6 шахт — по 1-2 млн т. Шахтні поля розкриті похилими і вертикальними стовбурами. На деяких шахтах розробка велася під морським дном. Переважаюча система розробки — довгими стовпами за простяганням з відроблянням лав зворотним ходом. Виїмка переважно комбайнова, лави комплексно-механізовані. Виймальне обладнання головним чином японського виробництва. Вугілля збагачували. Основні його споживачі — чорна металургія й енергетика. У 2000 р. у зв’язку з важкими гірничо-геологічними умовами, які весь час погіршувалися, а також конкуренцією з азійськими країнами було прийнято рішення про згортання вугільної промисловості. На початку XXI ст. закрито два останні основні вуглевидобувні підприємства: у 2001 закрито рудник Ікешіма (Ikeshima), у 2002 році закрито останню кам’яновугільну шахту Тайхайо (Taiheiyo).
Чорна металургія. Імпорт залізних руд в Японію в 2001 р. (в дужках даних за 2000 р.) склав (в млн т): 126,3 (131,7); [Mining J. - 2002. - 339, № 8693. - Р. 25-27].
Марганець. Нікель У кінці XX ст. в невеликих кількостях добували залізисті пісковики, марганцеві руди. Останні — на рудниках “Охе", “Дзекоку" та ін. З 1981 в країні активно розробляють технології промислового видобутку конкрецій, що залягають на морському дні на глибині 4000-6000 м. Хроміти імпортують з ПАР. Внутрішнє споживання нікелю в 2002 становить 207 тис. т (+4.2% до 2001).
Уран. Розробка уранових руд зосереджена в районі Нінгьо-Того, де з 1982 діє рудник потужністю 30 т на рік. Необхідна кількість урану для ядерних реакторів закуповується в Канаді, Австралії і ПАР. Збагачення урану здійснюється за рубежем.
Вольфрамовий сектор. У 1990-х рр. в Японії спостерігалася негативна динаміка видобутку вольфраму. Закриті рудники “Канеуті" і “Отані", які забезпечували 38% випуску вольфраму. Діяв рудник “Куга". З 1994 р видобуток вольфраму в Японії не здійснюється, що пов'язано з виснаженням родовищ. Разом з тим, Японія споживає 12,9% вольфраму у світі (1999). На межі ХХ-XXI ст. в країні спостерігалося істотне зростання споживання вольфрамової сировини. У 1999 р. частка Японії у світовому імпорті вольфрамових руд і концентратів становила 22.5% (2-е місце після США), металевого вольфраму — 4.6%. На початку XXI ст. Японія входить до групи країн — найбільших продуцентів вольфрамових продуктів (або так званого первинного вольфраму). До первинного вольфраму відносять продукти з вольфрамових концентратів та промпродуктів (паравольфрамат амонію, феровольфрам і інш.) вольфрамовий порошок, карбіди вольфраму, його сплави і сполуки. Динаміка виробництва первинного вольфраму позитивна.
Золото. Основний обсяг підземного видобутку золота в 1990-х рр здійснюється на родовищах в префектурі Акіта, де розташовані найбільші рудники країни, що добувають 300-500 т руди на рік (“Косака" і “Мацумайн") та багато інш. (“Едзурі", “Фукудзава", “Ханава", “Сяканай", “Хісікарі" та ін.). Видобуток золота в країні у 2001 склав 7,9 т (-6% до 2000).
Мідь. В 90-х рр. XX ст. динаміка видобутку і виробництва міді також негативна. Розроблялося близько 120 родовищ, серед яких найбільше значення мають родовища типу Куроко (Ханаока, Утінотаї, Камікіта, Фурутобе та ін.), а також колчеданні пластові і жильні родовища (Бєссі, Хітаті, Асіо, Ікуно, Акенобе та ін.). При розробці більшості родовищ з комплексних руд крім Cu добувають Pb, Zn, Au, Ag, Sn, As, Bi. Разом з тим за виробництвом рафінованої міді Японія у 1985 р. займала 2-е місце після США. Видобуток міді в 2001 склав 774 т (-39% до 2000).
Молібден. Видобуток молібденових руд в останні десятиліття XX ст. вівся на руднику “Хігасіяма" в префектурі Сімане (компанія “Taenaka Mining Co. Ltd."), розробляли родовище Тайе.
Олово. Сумарні потужності олов’яних рудників в останні десятиліття XX ст. досягала 1 тис. т олова в концентратах на рік. Найбільший рудник — “Акенобе", менші — “Куга" і “Судзутама". Виплавка олова — в Ікуно на заводі “Mitsubishi".
Рідкісні елементи. Японія — провідний виробник рідкісних елементів у 1990-х роках. Кадмій отримують як побічний продукт на цинкових заводах, селен і телур — при електролітичному виробництві міді і в процесі отримання сірчаної кислоти. Основне джерело отримання ґерманію — леткий пил газогенераторних установок і аміачні розчини коксохімічного виробництва. Країна є лідером з видобування ґалію — в 2001 р в Японії вироблено 118 т рафінованого ґалію (22 т — первинний, 94 т — вторинний метал).
Поліметали. В 1990-і рр. розроблялося понад 60 родовищ свинцево-цинкових руд на островах Хонсю і Хоккайдо. Більшість з них — підземним способом. Компанії: “Toyoha Mining Co. Ltd.", “Dowa Mining Зі. Ltd". У 2001 припинив роботу один з трьох головних поліметалічних рудників — Каміока (Kamioka), який видобував свинцево-цинкові руди протягом більш ніж 400 років. Це зумовило зменшення видобутку в країні свинцевої руди в 2001 на 43% (до 2000 р) — до 4,997 тис. т (вміст), і видобутку цинкової руди на 30% — до 44,519 тис.т.
На початку XXI ст. компанією Metal Mining Agency of Japan (MMAJ) практично розвідані всі виявлені поліметалічні родовища, але потреби металургійних підприємств в свинці покриваються за рахунок власного видобутку лише на 5,3%, а в цинку — на 12,4%. Для задоволення потреб промисловості в цих металах Японія імпортує свинцево-цинкову продукцію з інших країн (Австралії, Китаю, США), а також вкладає гроші у вивчення ресурсів Тихого океану, який стає потенційним джерелом нетрадиційної мінеральної сировини.
Срібло. В 90-і рр. XX ст. виробництво срібла в концентратах на золото-срібних і поліметалічних рудниках становило 3,3% сумарного виробництва промислово розвинутих країн світу. Виробництво рафінованого срібла досягало 1,6 тис. т, в з руд і концентратів — 322,4 т, з вторинної сировини — 466,1 т. Японія після США є другою країною-споживачем срібла в промисловості і фотографії. У 2000 р. частка США в споживанні срібла промисловістю світу становила 24.9%, частка Японії — 19.1%. У 2000 р в індустріальних галузях було витрачено 2244 т срібла (в 1999 р. — 1890 т); спостерігається зростання використання срібла в електронній промисловості (на 22% за 2000 р). Видобуток срібла в країні в 2001 склав 80,485 т (-22% до 2000).
Барит. Основну кількість бариту добувають попутно при розробці родовищ типу Куроко (комплекс “Ханаока"). Крім того, барит імпортують, головним чином з Китаю. Крім того, в Японії добувають пірит (рудник “Янахара"), хризотил-азбест (в районах Фурано і Ямабе), амфібол-азбест (на о. Кюсю), вермікуліт (в префектурі Фукусіма), воластоніт (родовище Куга).
Будівельні матеріали. У Японії добувають різноманітні види глин. Близько 80% сумарного видобутку каоліну в кінці XX ст. здійснювалося на родов. в районі Нагої (Сето, Фудзіока, Таямі та ін.). Добувають глини “кібуші", “тозекі", “гером", а також кварцові піски, польовий шпат, бентоніт, вогнетривкі глини, діатоміт, тальк і пірофіліт, цеоліти, доломіт, вапняк.

## Гірниче машинобудування
Гірниче машинобудування в Японії кінця XX ст. належить до розвинених підгалузей промисловості. У 80-і рр. в Японії розроблені нові гідравлічні прохідницькі щити, вугледобувні комбайни, самохідне кріплення, екскаватори, вантажні машини, перевантажувачі, дизельні локомотиви та ін. машини. Техніка весь час вдосконалюється. Серед найбільших фірм, що спеціалізуються на виробництві гірничого обладнання, провідними є “Marubeni Corp., “Mitsubishi Corp., “Furukawa Rock Drill Co., “Toyo Rock Drill Co., “Mitsui", “Hitachi", “Keken Boring", “Dowa Mining", “Ko-matsu", “Sumitomo".

## Гірничо-геологічна служба. Освіта. Друк
Основні дослідження в галузі геології і гірничої справі проводяться державними компаніями з координацією Міністерством зовнішньої торгівлі і промисловості країни. Геологічна служба Японії — Geological Survey of Japan (GSJ) здійснює основний обсяг геологічного картування території. Основний обсяг пошуково-розвідувальних робіт на рудну мінеральну сировину здійснюється під контролем Агентства з розвідці рудних корисних копалин Metall Mining Agency of Japan (MMA), створеного в 1963.
Підготовка фахівців у галузі гірництва здійснюється на інженерних факультетах і в коледжах університетів, в Національному інституті навколишнього середовища і природних ресурсів, а також у підрозділах “Metall Mining Agency of Japan". Основні періодичні видання в галузі геології і гірничої справи: журн. “Bulletin of the Geological Survey of Japan" (з 1950); “Ніхон коге кайсі”/”Journal of the Mining and Metallurgical Institute of Japan" (з 1885); “Сайко те хоан"/ “Mining and Safety" (з 1953); “Танко гідзюцу"/“Colliery Engineering" (з 1946); “Фусен”/”Flotation" (з 1954).